# Gwardia Koszalin
Gwardia Koszalin (offiziell: Klub Sportowy Gwardia Koszalin) ist ein polnischer Fußballverein aus Koszalin in der Woiwodschaft Westpommern. Seine erfolgreichste Zeit hatte der Verein, der zurzeit in der viertklassigen 3. Liga spielt, in den 1970er-Jahren.

## Geschichte

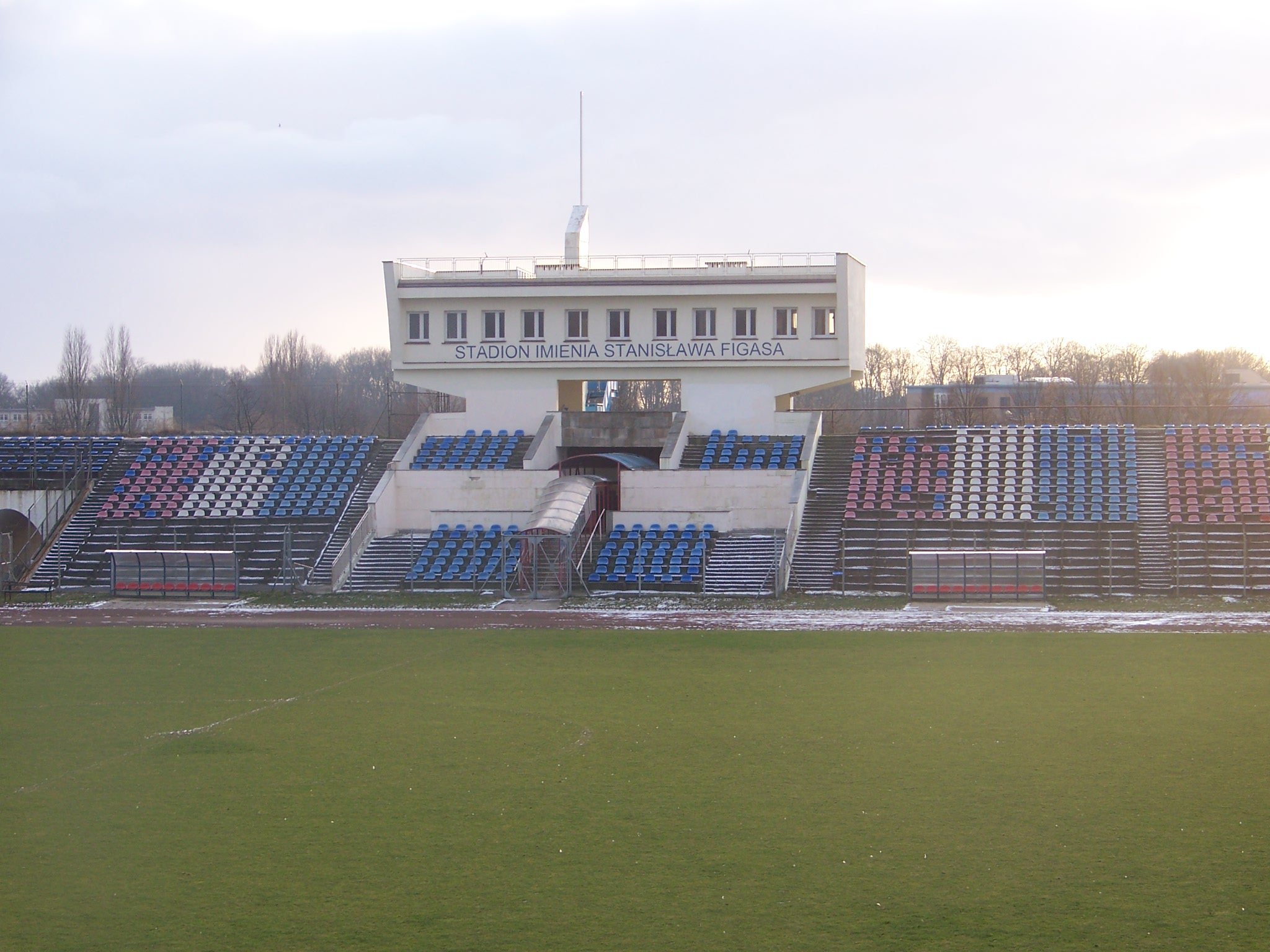
Stadion von Gwardia

Der Verein wurde 1946 als Milicyjny Klub Sportowy gegründet und zählt damit zu einem der ältesten Vereine in der seit 1945 polnischen Region. Bereits nach kurzer Zeit wurde der Spielbetrieb, auch wegen des Umzugs der Provinzverwaltung nach Stettin, wieder eingestellt. 1948 wurde der Verein unter dem heutigen Namen Gwardia, den damals alle von der polnischen Polizei unterstützten Vereine trugen, wiederbelebt. 1954 stieg der Verein in die damalige dritthöchste Spielklasse auf, in der man sich, nachdem man nach einem Abstieg in der Folgesaison direkt wiederaufstieg, etablieren konnte. 1963 scheiterte der Verein knapp am Aufstieg in die zweithöchste Liga, der schließlich in den 1970er-Jahren gelang.
Der Auftakt in der 2. Liga ging zwar vor 25.000 Zuschauern gegen Lechia Gdańsk verloren, aber in den folgenden Spielen blieb Gwardia auch gegen bekannte Vereine ungeschlagen. 1975/76 gelangte der Verein im Puchar Polski, unter anderem durch Siege über Pogoń Stettin und Górnik Zabrze, bis ins Viertelfinale, wo er gegen den späteren Sieger Śląsk Wrocław ausschied.
In den folgenden Jahren konnte der Verein nicht mehr an die früheren Erfolge anknüpfen und spielte in der dritten und vierten Liga. Die bisher letzte Saison in der zweithöchsten Spielklasse war 1993/94. Nachdem man bis in die sechste Liga abgestiegen war, begann wieder ein Aufschwung, 2010 erfolgte der Aufstieg in die 3. Liga. In der Saison 2016/17 stieg man als Meister in die überregionale 2. Liga auf. Dort konnte man sich jedoch nicht etablieren und stieg als Vorletzter wieder ab.

## Erfolge
- Viertelfinale im Puchar Polski: 1975/76

## Spieler
- Mirosław Okoński (19??–1977) Jugend, (1996–1997) Spieler,
- Mirosław Trzeciak (19??–1987) Jugend,
- Sebastian Mila (19??) Jugend